# Кряжев, Василий Степанович
Василий Степанович Кряжев (27 января (7 февраля) 1771, Москва — 26 ноября (8 декабря) 1832, Москва) — русский публицист, издатель, педагог, автор учебников и пособий.
В 1776 году был определен в Коммерческое училище при Московском воспитательном доме. В 1790 году окончил его, состоял при главнокомандующем в Москве князе А. А. Прозоровском, участвовал в походе в западные области России, присоединённые к Российской империи по третьему разделу Польши. В 1797 году зачислен капитаном в Московский гренадерский полк и назначен инспекторским адъютантом к смоленскому военному губернатору и инспектору M. M. Философову, но в том же году вышел в отставку. В Смоленске был связан с антиправительственным кружком полковников П. С. Дехтерева и А. М. Каховского, ставившим целью убийство Павла I, возведение на престол великого князя Александра Павловича.
В апреле 1802 года основал под покровительством Московского воспитательного дома частную типографию в Москве в товариществе с книготорговцем И. И. Готье-Дюфайе и Иваном Меем. Главным коммерческим изданием стал «Указатель Российских законов…» Л. М. Максимовича. Кряжев помогал составлять первые четыре части и написал общее предисловие к изданию об истории российских законов. В 1802—1804 Кряжев издавал, вместе с И. Меем, «Журнал приятного, любопытного и забавного чтения», принимая участие и в редактировании этого журнала. Популярностью пользовались многочисленные методики по иностранным языкам, подготовленные Кряжевым. Из-за финансовых затруднений типография была в 1809 году была продана за долги.
В 1806 году поступил на службу в Московское коммерческое училище преподавателем русского, французского и немецкого языков; в июне 1808 года был назначен директором училища и занимал эту должность до 1814 года, когда вышел в отставку вследствие разногласий с Опекунским советом училища.
В 1811 году открыл в Москве частный пансион для мальчиков. В этом пансионе обучались будущие декабрист Н. Ф. Заикин (1815—1817) и врач Н. И. Пирогов (1822—1824) со своим братом Аммосом, литератор В. П. Боткин.
Переводил А. Коцебу (пьеса «Перуанка, или Дева солнца», 1794), А. Беркена; составил и издал ряд грамматических — «Руководство к аглинскому языку», 1791; «Аглинская грамматика…», 1795; хрестоматия, 1792; «Краткая грамматика французская» (М., 1808); «Начальные основания французской грамматики» (М., 1815); «Французская азбука для детей обоих полов, с словарем и разговорами» (М., 1803); «Краткая французская грамматика» (М., 1817); «Краткая немецкая грамматика» (М., 1818;); а также исторических — «Краткая всеобщая история для первоначального учения» (М., 1819) и прочих — «Новейшая всеобщая география…» (Пб., 1818); Купеческая арифметика для банкиров, заводчиков… (М., 1811) учебников.
Для характеристики взглядов В. С. Кряжева интересно свидетельство Н. И. Пирогова о том, что за время учёбы в пансионе он лишь однажды слышал от Кряжева замечание, которое он воспринял как вольнодумное: Кряжев сказал, что Апокалипсис есть произведение поэта и «не может считаться священной книгой».
Умер в богадельне при Московском воспитательном доме.